# Richard Corben
Richard Corben (né le 1er octobre 1940 et mort le 2 décembre 2020) est un auteur américain de bande dessinée, surtout connu pour ses œuvres de fantasy et d'horreur.
Il a été l'un des piliers du magazine Heavy Metal.
Lauréat de nombreux prix, il a été intégré au temple de la renommée Will Eisner en 2012 et a reçu le Grand Prix du Festival international de la bande dessinée d'Angoulême en 2018.

## Biographie
Richard Corben est né dans une ferme à Anderson dans le Missouri. Il a étudié au Kansas City Art Institute, dont il est sorti diplômé en 1965.
Il travaille d’abord dans l’animation puis se tourne vers la création de comics underground, en particulier sa propre série anthologique Fantagor, autopubliée. En 1970, il se lance dans l’illustration d’histoires d’horreur et de science-fiction pour l’éditeur Warren Publishing, histoires qui paraissent dans Creepy, Eerie, Vampirella, 1984 et Comix International. Il met également en couleur plusieurs épisodes du Spirit de Will Eisner. En France, il est publié pour la première fois dans Actuel dès 1972.
En 1975, alors que Mœbius, Philippe Druillet et Jean-Pierre Dionnet débutent la publication de leur magazine Métal Hurlant, Corben leur envoie certains de ses travaux, parmi lesquels ce qui deviendra sa série la plus connue : Den. La saga de Den est une série de fantasy racontant l'histoire d'un jeune nerd maigrichon qui, dans le pays imaginaire de Neverwhere, devient un guerrier musculeux se promenant le plus souvent nu et vivant d'improbables aventures érotico-fantastiques. Elle est inspirée à la fois par l’Âge hyborien de Robert E. Howard, la planète Barsoom d’Edgar Rice Burroughs et les dimensions horrifiques de H. P. Lovecraft.
Richard Corben poursuit son activité pour Heavy Metal, version américaine du magazine français. En 1976 il adapte une nouvelle de R. E. Howard dans Bloodstar, qui préfigure les romans graphiques. Ses collaborations alternent ensuite entre Rip in Time avec Bruce Jones, Vic and Blood avec Harlan Ellison, Den Saga, Mutant World, Son of Mutant World, Jeremy Brood et The Arabian Nights avec Jan Strnad.
En 2000, il dessine l’arc Hard Time de la série Hellblazer (#146-150), scénarisé par Brian Azzarello et publié par Vertigo. L'année suivante, on le retrouve chez Marvel, encore avec Azzarello, sur Banner, mini-série hors-continuité en quatre épisodes consacrée au personnage de Hulk. Un an plus tard, la même équipe réalise la mini-série en cinq numéros Cage, consacrée à Power Man. Il enchaîne avec Punisher: The End, one shot scénarisé par Garth Ennis qui met en scène les derniers jours du personnage dans le futur.
En 2005, il réalise le deuxième numéro de l'anthologie Solo de DC Comics dans laquelle on le voit notamment s'essayer au western pour la première fois de sa carrière. Entretemps, il a commencé des adaptations de Swamp Thing, créature marécageuse popularisée par Berni Wrightson ou Alan Moore et immortalisée au cinéma par Wes Craven. En tout, il réalisera trois épisodes consacrés à la « Créature du Marais » chez DC Comics. Puis il signe, sur un scénario de Steve Niles et de Rob Zombie, le dessin de Bigfoot (IDW Publishing). Il y dépeint la traque vengeresse d'un homme dont les parents ont été sauvagement agressés par le célèbre équivalent nord-américain du yéti. Début 2006, Richard Corben dessine la mini-série en deux épisodes Hellboy: Makoma en collaboration avec Mike Mignola, créateur de ce diable rouge.
Au cours de l'été 2006, il livre chez Marvel le dernier épisode d'une trilogie intitulée Edgar Allan Poe’s Haunt of Horreur. Constituée de dix relectures graphiques de l'œuvre de Poe, cette série en noir et blanc le voit renouer avec des récits horrifiques comme The Tell-Tale Heart ou The Sleeper, dans la lignée de sa récente Maison au bord du monde ou de ses adaptations plus anciennes du poète (La Chute de la maison Usher ou Le Corbeau, ici réactualisé). Dans un autre registre, Israfel s'avère un prolongement de la veine gangsta rap initiée par le récit Cage ; The Happiest Day est un court récit de massacre urbain contemporain tandis qu’Eulalie, récit de la misère sexuelle ordinaire, peut être perçu comme un clin d'œil au recueil Créatures de crève.
Fin 2006, il sort de nouveau du registre fantastique/science-fiction en illustrant l'un des courts récits du deuxième volume d’American Splendor de Harvey Pekar. Il y dépeint un épisode de la vie d'un homme ordinaire d'âge mûr. Dans la foulée, Corben revisite une nouvelle fois un super-héros de l'univers Marvel, Ghost Rider alias Johnny Blaze. Pour ce personnage de motard surhumain, spectre en cuir clouté revenu du brasier, il fait équipe pour deux numéros avec le coloriste José Villarrubia, dont on avait déjà pu croiser les couleurs saturées dans Cage.
Toujours chez des éditeurs mainstream comme DC Comics ou Dark Horse, il illustre ensuite plusieurs couvertures : Jonah Hex, Living with the Dead, Unknown Soldier, Cable. Corben se révélera particulièrement prolifique en 2008. Après Edgar Poe, il rend hommage à Lovecraft dont il adapte neuf nouvelles. Dagon contient des réminiscences de la saga de Den (hommes poissons, poulpe géant…) tandis que The Canal peut être interprété[Par qui ?] comme la vision de l'artiste des inondations à la Nouvelle-Orléans. The Lamp renoue avec les récits de pilleurs de tombes agressés par des monstres, très courants dans l'œuvre de Corben. Parallèlement, il signe une nouvelle collaboration avec Mike Mignolia pour une autre aventure de Hellboy en trois épisodes, intitulée The Crooked Man, où sorcellerie et zombies abondent.
On remarque son travail sur la série Conan The Cimmerian, où il réalise plusieurs dizaines de pages d'histoires à l'intérieur du récit principal. Il revient ainsi à un travail d'adaptation de Howard, chez qui il avait puisé son inspiration pour la première fois en 1976 avec Bloodstar. La première partie du récit, qui conte les aventures de Conacht, grand-père de Conan le Barbare, est consacrée à des lycanthropes (loups garous), comme on en a pu en croiser tout au long de l'œuvre de Corben, notamment dans le recueil Belles à croquer (1985). Les loups seront d'ailleurs au cœur de la courte histoire qu'offre Corben au cours de l'été 2009 dans House of Mystery no 16 chez Vertigo.
Décidément très inspiré par Howard, Corben trouve ensuite des influences pour Starr the Slayer chez Roy Thomas et Barry Windsor-Smith, scénariste et dessinateur des premières adaptations en comics de Conan. Paru sous le label MAX de Marvel, ce récit en quatre épisodes des aventures d'un barbare gladiateur n'est pas sans rappeler certains épisodes du début de Conan the Barbarian, en particulier son adaptation cinématographique par John Milius. Richard Corben semble au passage s'y dépeindre à travers le personnage de Len Carson, écrivain créateur du guerrier Starr : vieux, diminué, frustré, régulièrement en panne d'inspiration, Len Carson en est réduit à vendre ses talents aux éditeurs les plus offrants, tel un mercenaire dépossédé de sa liberté créative. Dans cette œuvre-synthèse, on retrouve des thèmes de Den (téléportation dans un monde parallèle, amour/rivalité avec une femme guerrière), d’Ogre (sorcellerie et invocation), de Bloodstar (guerrier blond musculeux et tribal), de Jeremy Brood (corps à corps contraint et confiné entre le héros et une femme noire sculpturale), de Cage et Banner (coups de poing extrêmement brutaux) mais aussi de Monde mutant et Bigfoot, à travers les deux monstres simiesques de l'arène.
Troisième incursion dans l'univers de Hellboy et troisième collaboration avec Mike Mignola, l'histoire de sorcellerie de The Bride of Hell se déroule en France. Ce one shot met en scène un lion démon dont le harem de créatures de rêve sera décimé. Le vieux fauve finira par se putréfier.
Avec Odds and Ends, Richard Corben réactive la maison d'édition dédiée à ses travaux, Fantagor Press, et livre la suite inattendue d'une de ses histoires courtes les plus obscures, From the pit. Celle-ci appelle d'ailleurs un troisième volet, dont on ne sait pas s’il verra le jour. La couverture d’Odds and ends, qui représente une auto-caricature de l'artiste vieillissant, peut se voir comme un prolongement de sa contribution à American Splendor. Le recueil comprend également une compilation d'illustrations, de pochettes de CD, pour certaines totalement inédites même sur le web.
Il est aujourd'hui édité en France par Delirium.
Au total, en 2019, son œuvre représente environ « 5 000 planches et plusieurs centaines d'illustrations » d'après dBD.

## Œuvres en bande dessinée

### Comics originaux
- Alien Encounters #5 (Eclipse, 1986)
- Alien Worlds #7 (Pacific, 1984)
- Aliens Alchemy #1-3 (Dark Horse, 1997)
- Banner #1-4 (Marvel, 2001)
- Batman Black and White #2 (DC Comics, 1996)
- Bloodstar (Morning Star Press, 1976)
- Cage vol.2 #1-5 (Marvel, 2002)
- Children of Fire #1 (Fantagor Press, 1987-88)
- Corben Special #1 (Pacific, 1984)
- Den #1-10 (Fantagor Press, 1988-89)
- Den Saga #1-4 (Fantagor Press, 1992-94)
- Flinch #1 (Vertigo, 1999)
- Gangland #2 (Vertigo, 1998)
- Heartthrobs #3 (Vertigo, 1999)
- Hellblazer #146-150 (Vertigo, 2000)
- Horror in the Dark #1-4 (Fantagor Press, 1991)
- Just Imagine Stan Lee with Walter Simonson Creating Sandman (DC Comics, 2002)
- Omni Comix #3 (General Media Communications, 1995)
- Punisher: The End (Marvel, 2004)
- Ray Bradbury Comics #1 (Topps/Byron Preiss, 1993)
- Rip in Time (en) #1-5 (Fantagor Press, 1986-87)
- Robert E. Howard’s Myth Maker (Cross Plains Comics, 1999)
- Solo #2 (DC Comics, 2005)
- Son of Mutant World #1-5 (Fantagor Press, 1990)
- The Spirit #30 (Kitchen Sink, 1981)
- Twisted Tales #1, 3, 5 (Pacific, 1982-83)
- Unknown Worlds of Science Fiction #4 (Marvel, 1975)
- Vic and Blood
- Weird Fantasies #1 (1972)
- Weird War Tales #1 (DC Comics, 1997)

### Albums français
- Razar le lâche (Universal Press, 1976)
- Horrilor (Universal Press, 1977)
- Nuits blêmes (Éditions du Triton, 1979)
- Profondeurs (Éditions du Triton, 1980)
- Carnaval des monstres (Futuropolis, 1981)
- Monde mutant (éd. Campus, 1983)
- Batman ! (Éditions USA, 1996)
- L’Antre de l’horreur (Panini, 2007)

Les Humanoïdes associés
- Rolf (1975)
- Den : Le Voyage fantastique à Nullepart (1978)[4]
- Les Mille et une Nuits (1979)
- Ogre (1979)
- Bloodstar (1981)
- Den : Seconde Époque (1983)

Neptune
- Vols fantastiques (recueil d’illustration, texte de Fershid Bharucha 1981)
- Une femme bafouée (1982)
- Sueurs froides (1983)

Albin Michel
- Jeremy Brood (1984)
- Belles à croquer (1985)
- La Chute de la maison Usher (1986)
- Pilgor (1986)

Comics USA
- Enfants du feu (1988)
- Créatures de crève (1989)
- Vic & Blood (1989)
- La Saga de Den
  1. La Cité des bruits (1990)
  2. La Maison du silence (1990)
  3. Le Monde englouti (1991)
  4. Enfants du feu (réédition augmentée)
- Fils du monde mutant (1991)
- Temps déchiré (1991)

Toth
- Den : La Quête (1999)[5]
- Den : La Quête 2 (2000)
- Aliens : Alchemy (2002)[6]
- Hellblazer : Hard Time (2002)
- La Maison au bord du monde (2003)
- Solo (2005)
- Bigfoot (2006)

Marvel France
- Hulk T.2 : Banner (2002)
- Cage : Mafia Blues (2003)
- Punisher : La Fin (2005)
- Ghost Rider T.4 : Johnny Blaze, de vie à trépas (2008)

Delcourt
- Hellboy T.8 : Trolls et sorcières (2008)
- Hellboy T.11 : L’Homme tordu (2011)

Delirium
- Anthologie Eerie et Creepy Présentent Richard Corben T.1 (2013)
- Ragemoor (2014)
- Anthologie Eerie et Creepy Présentent Richard Corben T.2 (2014)
- Esprits des Morts (2015)
- Ratgod[7] (2016)
- Grave (2018, deux éditions)
- Intégrale Monde Mutant (2019, deux éditions)

### Magazines
En anglais :
- 1984 (en) #1-5 (Warren Publishing, 1979)
- Creepy #36, 41, 54, 56-64, 66, 68, 73, 77, 92, 101 (Warren, 1970-78)
- Eerie #58, 60, 62, 64, 77, 79, 81, 86-87, 90 (Warren, 1974-78)
- Epic Illustrated
- Frank Frazetta Fantasy Illustrated #1-3 (Quantum Cat Entertainment, 1998)
- Heavy Metal Magazine (Heavy Metal)
- Vampirella #15-16, 30-31, 33, 54 (Warren Publishing, 1972, 1974, 1976)

En français :
- Epic Magazine (Arédit/Artima)
- Ère Comprimée (Campus)
- Métal Hurlant

## Distinctions
Le travail de Corben dans l’animation lui a valu en 1968 le prix CINE Golden Eagle pour le court-métrage Neverwhere.
En tant qu’illustrateur de fantasy, il s’est vu décerner les prix Haxtur Award en 2003 et Spectrum Grand Master Award en 2009.
- 1968 : prix CINE Golden Eagle pour le court-métrage Neverwhere.
- 1972 : prix Shazam du meilleur nouveau talent
- 1972 : Prix Saint-Michel du meilleur dessinateur extra-européen pour Rolf
- 1974 : prix Shazam de l'accomplissement individuel exceptionnel
- 1976 :  prix du dessinateur étranger au festival d'Angoulême[8]
- 2003 :  prix Haxtur du meilleur dessin pour Cage
- 2009 : prix Eisner de la meilleure mini-série pour Hellboy : L'Homme tordu (avec Mike Mignola)
- 2009 : prix Spectrum Grand Master
- 2009 :  prix Haxtur de la meilleure couverture pour L'Antre de l'horreur
- 2010 :  prix Haxtur de la meilleure histoire courte pour Hellboy : L'Homme tordu (avec Mike Mignola
- 2011 : prix Eisner du meilleur numéro ou one-shot (Best Single Issue or One-Shot) pour Hellboy n°50 : Double Feature of Evil (avec Mike Mignola)
- 2012 : Temple de la renommée Will Eisner
- 2018 :  Grand prix de la ville d'Angoulême[9]